# Ellipteroides (Progonomyia) perturbatus
Ellipteroides (Progonomyia) perturbatus is een tweevleugelige uit de familie steltmuggen (Limoniidae). De soort komt voor in het Palearctisch gebied.